# Borolia ustata
Borolia ustata là một loài bướm đêm trong họ Noctuidae.